# 羅湖区
羅湖区（らこ-く）は中華人民共和国広東省深圳市に位置する市轄区。香港に隣接し、区内は深圳駅や羅湖口岸（口岸は中国語で出入境検査場の意）が位置している。深圳市の都心部にあたり、東門商業区一帯は歩行者天国のある商業地区として栄えている。

## 歴史
羅湖区には昔から深圳墟という墟市（定期市の建つ町）があり、香港植民地化以後は国境の街としても栄えるようになった。深圳墟は現在の深圳中心街の東門商業区にあたる。広九線の開通後はここに深圳駅が置かれ、1953年には、中世以来の中心地だった南頭（現在の南山区）にあった宝安県政府が交通の便利な深圳鎮に移転してきた。改革開放と深圳の経済特区化にともない、深圳は急速に都市化する。
羅湖区は1990年1月4日に深圳市の中心部に成立し、同年9月21日には羅湖区人民政府が成立した。2000年には黄貝・桂園・東門・翠竹・南湖・筍崗・東湖・蓮塘の八街道を、2004年には10街道を所轄するようになり、現在下部に115社区居委会、83社区工作站、10街道派出所が設置されている。

## 行政区画
- 黄貝街道
- 桂園街道
- 東門街道
- 翠竹街道
- 南湖街道
- 筍崗街道
- 東湖街道
- 蓮塘街道
- 東暁街道
- 清水河街道

## 経済
羅湖区は香港に隣接した立地条件も影響し、サービス業を中心とした商業が発展している。現在第三次産業が占めるGDP比重は88%を占めている。
商業中心地としては香港との境界に位置する「羅湖地区」、歩行者天国化された「東門地区」などがあげられる。
- 2001年、羅湖管轄への外国投資の実際の利用、特に外国直接投資は大幅に増加した。通年の管轄への外国投資の実際の利用は6億9,500万ドルで、100.57％増加し、予想の目標より95.57％ポイント増加した。契約済みの外国投資額は、前年比362％増加し、10億6,500万ドルに達した。
- 2016年、羅湖区のGDPは1974.07億元で、2015年と比較して9.0％増加していた。一次産業の付加価値は3,800万元で、2015年から6.6％減少し、二次産業の付加価値は75.18億元で、2015年から3.5％増加した。年間の一人当たりGDPは199442元で、2015年から6.2％増加し、2016年の平均為替レートで30026米ドルに換算することができる。
- 2017年、羅湖区の国内総生産（GDP）は21億1,119億元に達し、省内の全区および県の中で10位となった。電子商取引の量は3500億元を超え、去年と比べ50％の増加であった。

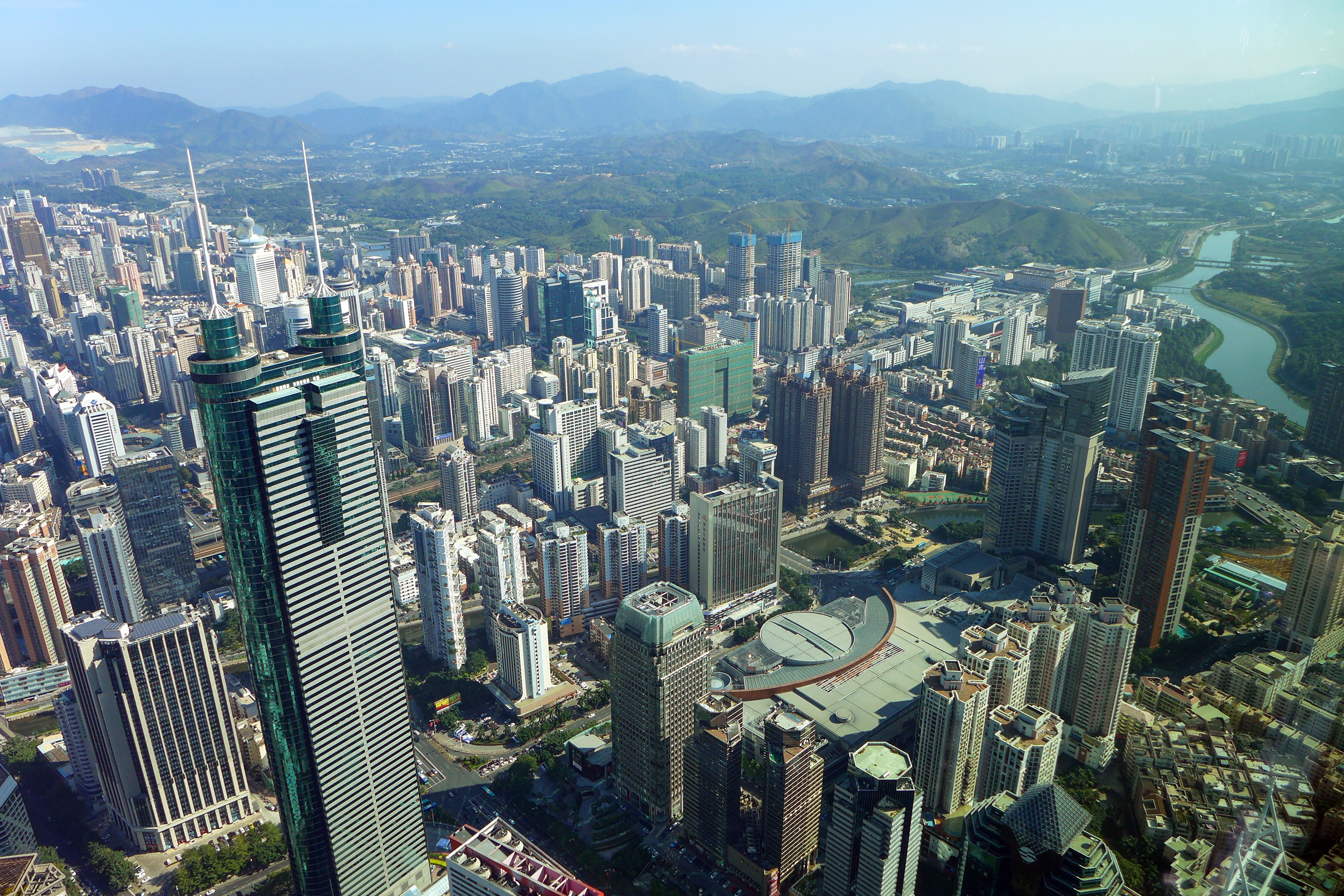
羅湖地区

## 交通
鉄道
- 深圳地下鉄
  - 1号線、2号線、3号線、8号線、9号線
- 香港鉄路
  - 香港MTR 東鉄線 羅湖駅

## 健康・医療・衛生
- 深圳市人民医院
- 深圳市羅湖区人民医院
- 深圳市羅湖区中医院